# Thaumastoderma
Thaumastoderma is een geslacht van buikharigen uit de familie van de Thaumastodermatidae. De wetenschappelijke naam van het geslacht soort werd voor het eerst geldig gepubliceerd in 1926 door Remane.

## Soorten
- Thaumastoderma antarctica Kieneke, 2010
- Thaumastoderma appendiculatum Chang, Lee & Clausen, 1998
- Thaumastoderma arcassonense d'Hondt, 1965
- Thaumastoderma bifurcatum Clausen, 1991
- Thaumastoderma cantacuzeni Lévi, 1958
- Thaumastoderma clandestinum Chang, Kubota & Shirayama, 2002
- Thaumastoderma copiophorum Chang, Lee & Clausen, 1998
- Thaumastoderma coronarium Chang, Lee & Clausen, 1998
- Thaumastoderma heideri Remane, 1926
- Thaumastoderma mediterraneum Remane, 1927
- Thaumastoderma minancrum Hummon, 2008
- Thaumastoderma moebjergi Clausen, 2004
- Thaumastoderma natlanticum Hummon, 2008
- Thaumastoderma ponticulus Araujo & Hochberg, 2017
- Thaumastoderma ramuliferum Clausen, 1965
- Thaumastoderma renaudae Kisielewski, 1987
- Thaumastoderma swedmarki Lévi, 1950
- Thaumastoderma truncatum Clausen, 1991

### Synoniem
- Thaumastoderma copriophorum Chang, Lee & Clausen, 1998 => Thaumastoderma copiophorum Chang, Lee & Clausen, 1998
- Thaumastoderma renaudi Kisielewski, 1987 => Thaumastoderma renaudae Kisielewski, 1987